# Boscia senegalensis
Espèce
Synonymes
- Boscia firma Radlk.[1]
- Boscia hypoglauca Gilg[1]
- Boscia octandra Hochst. ex Radlk.[1]
- Podoria senegalensis Pers.[1] [2]

Boscia senegalensis, hanza ou aizen, est une espèce d'arbustes de la famille des Capparaceae originaire d'Afrique de l'Ouest (Sahel). Elle fait partie des pseudo-céréales.
Aliment traditionnel en Afrique[Où ?], son fruit peu connu en Occident a le potentiel d'améliorer la nutrition, renforcer la sécurité alimentaire, favoriser le développement rural et le soutien durable de protection des terres.

## Description
Cet arbuste à feuilles persistantes peut pousser n'importe où de 2 à 5 m (6 pi 7 po à 13 pi 1 po) de hauteur dans des conditions favorables. Il supporte bien le vent.
Les feuilles persistantes à pétiole court sont petites et coriaces. Elles atteignent 12 cm × 4 cm (4,7 po × 1,6 po).
B. senegalensis produit des fruits, regroupés en petits bouquets, sous la forme de baies jaunes sphériques, jusqu'à 1,5 cm (0,59 pouces) de diamètre. Ces fruits contiennent 1-4 graines, qui sont d'une teinte verdâtre à maturité.

## Utilisation
B. senegalensis est reconnu comme une solution potentielle à la faim et un tampon contre la famine dans la région du Sahel en raison de la variété de produits utiles qu'elle donne. Il fabrique des produits destinés à la consommation, les besoins du ménage, et les utilisations médicinales et agricoles.
B. senegalensis est une des essences utilisées pour créer la grande muraille verte Africaine.
Le hanza est exploitée de manière commerciale au Niger où une PMI existe qui transforme ses graines en diverses produits alimentaires. Elle sert à la fabrication d'entre autres de couscous, farines, gâteaux, biscuits, popcorns, hommos, et boissons.

## Amertume
Les graines de hanza sont à l'état brut fortement ameres, un goût dû à des doses élevées de glucocapparine (MeGSL). Pour qu'elles soient rendues comestibles, elles doivent d'abord être désamérisées. Ceci se fait habituellement par des techniques d'immersion prolongée dans l'eau, pouvant durer une semaine. La glucocapparine se dégage dans l'eau, où elle se retrouve dans une forme transformée, en methylisothiocyanate (MeITC). Cette eau amère a des effets de pesticide et d'herbicide.
L'amertume du hanza joue un rôle de pesticide naturel, qui protège les fruits lorsqu'ils sont sur l'arbre. Il est rare de voir des prédateurs s'attaquer aux fruits avant que ceux-ci ne soient pleinement mûrs. C'est alors seulement que les oiseaux s'intéressent à leurs mésocarpes sucrés. De même, des graines amères récoltées et séchées n'ont pas de parasite connu lors du stockage. Ainsi, les graines de hanza peuvent être conservées durant des années sans grand effort, tant qu'ils sont à l'abri de la pluie et de l'humidité. Ils peuvent ensuite être désamérisés et consommés au fur et à mesure, selon le besoin. Ceci peut être d'une grande utilité dans la recherche de la sécurité alimentaire.

## Synonymes
La plante est également désignée par les noms suivants : hanza (haoussa), aizen (Mauritanie), mukheit (en arabe), bere (bambara), ngigili (peul), anza (zarma), taedent (tamachèque), et mandiarha (berbère)[réf. nécessaire]. Les fruits sont également connus comme dilo (haoussa), bokkhelli (arabe), gigile (fulani), kanduwi (tamachèque). “ thioury ou niandame” ( olof)